# Monêtier-Allemont
Monêtier-Allemont é uma comuna francesa na região administrativa da Provença-Alpes-Costa Azul, no departamento de Altos-Alpes. Estende-se por uma área de 7,15 km². Em 2010 a comuna tinha 292 habitantes (densidade: 40,8 hab./km²).
Durante a Roma Antiga, Monêtier-Allemont era conhecida como Alabons.